# Många ansikten/Many Faces
Många ansikten/Many Faces är ett studioalbum från 1966 av Hootenanny Singers.

## Låtlista

### A-Sidan
| Nr | Låt                                                | Musik                                                  | Text                                                   | Längd |
| -- | -------------------------------------------------- | ------------------------------------------------------ | ------------------------------------------------------ | ----- |
| 1  | Blomman                                            | Martin Kock                                            | Martin Kock                                            |       |
| 2  | Marianne                                           | Björn Ulvaeus, Bengt Thomas, Stig Anderson             | Björn Ulvaeus, Bengt Thomas, Stig Anderson             |       |
| 3  | Vid Roines strand                                  | Irländsk folkmel. bearb: Björn Ulvaeus/ Zach. Topelius | Irländsk folkmel. bearb: Björn Ulvaeus/ Zach. Topelius |       |
| 4  | Vid en biväg till en byväg bor den blonda Beatrice | Rune Björkman, Dix Dennie                              | Rune Björkman, Dix Dennie                              |       |
| 5  | En man och en kvinna                               | Lasse Green, Stig Rossner, Bengt Thomas                | Lasse Green, Stig Rossner, Bengt Thomas                |       |
| 6  | Tänk dej de' att du och jag var me'                | P.F. Sloan, Steve Barri, Stig Anderson                 | P.F. Sloan, Steve Barri, Stig Anderson                 |       |

### B-Sidan
| Nr | Låt                       | Musik                                   | Text                                    | Längd |
| -- | ------------------------- | --------------------------------------- | --------------------------------------- | ----- |
| 1  | Through Darkness Light    | Michael d'Abo                           | Michael d'Abo                           |       |
| 2  | Sunny Girl                | Benny Andersson                         | Benny Andersson                         |       |
| 3  | In Thoughts of You        | Björn Ulvaeus                           | Björn Ulvaeus                           |       |
| 4  | Just the Way That You Are | Björn Ulvaeus, S.G. Alexander, W. Demar | Björn Ulvaeus, S.G. Alexander, W. Demar |       |
| 5  | The Long Black Veil       | M.Wilkin, D.Dill                        | M.Wilkin, D.Dill                        |       |
| 6  | Baby Those Are the Rules  | Björn Ulvaeus, S.G. Alexander, W. Demar | Björn Ulvaeus, S.G. Alexander, W. Demar |       |